# Tramwaje w Montreux/Vevey
 Tramwaje w Montreux/Vevey  − zlikwidowany system komunikacji tramwajowej w szwajcarskich miastach Montreux, Vevey oraz Villeneuve działający w latach 1888–1958. 

## Historia
W 1878 powstał pierwszy projekt budowy linii tramwajowej na sprężone powietrze. Natomiast pierwsze tramwaje, które wyjechały na trasę Vevey – Chillon 4 czerwca 1888, były tramwajami elektrycznymi. W kolejnych latach wydłużono linię do Villeneuve. Do 1913 wybudowano zajezdnię w Clarens. W 1957 rozpoczęto dostawy pierwszych trolejbusów, które stopniowo zaczęły zastępować tramwaje. Ostatecznie tramwaje zlikwidowano w 1958. 

## Tabor
W 1888 linia obsługiwana była przez 12 wagonów, a w 1913 otrzymano 22 nowe tramwaje.